# マーズ・サーベイヤー2001
マーズ・サーベイヤー2001 (Mars Surveyor 2001) はアメリカの中止された火星探査計画である。
マーズ・サーベイヤー'98計画に次ぐものとして2001年の接近時をにらんで計画されていたマーズ・サーベイヤー2001は、サーベイヤー'98と同様に、軌道船（オービター）と着陸船（ランダー）の2つの探査機からなる計画であった。 しかしサーベイヤー'98のマーズ・クライメイト・オービターとマーズ・ポーラー・ランダーがともに失敗したために、 NASA の長期計画マーズ・サーベイヤー・プログラム全体の方針とともに見直しを迫られることとなった。 
マーズ・サーベイヤー・プログラム自体の中止を受け、ランダーの計画はキャンセルされ、オービターの計画のみが新たなマーズ・エクスプロレーション・プログラムの元で2001マーズ・オデッセイと名前を変えて実現した。 一方ランダーとして製作されていた機体は、マーズ・スカウト・プログラムに基づくアリゾナ大学のフェニックス計画で復活を果たした。